# Орден Бордосской повязки
Орден Бордосской повязки (фр. Décoration du brassard de Bordeaux) — награда, созданная Людовиком, герцогом Ангулемским 5 июня 1814 года и воссозданное 6 сентября 1814 года французским королем Людовиком XVIII.

## История
Уже в 1813 году в Бордо начало формироваться роялистское движение в поддержку Бурбонов. Двенадцать рот по шестьдесят человек в каждой были созданы по инициативе монаршего уполномоченного в изгнании.
1 февраля они, во главе с герцогом Ангулемским, племянником Людовика XVIII, высадились в Сан-Себастьяне, чтобы представлять короля в южной части Франции.
В знак своей благодарности герцог наградил королевских добровольцев и королевскую гвардию белым браслетом с вышитым гербом Франции.
Основной проблемой первого варианта награды было то, что его нельзя носить поверх гражданской одежды, а также тем, кто больше не служил в числе королевских добровольцев, поэтому 6 сентября 1814 года их делегация попросила короля создать более официальную награду, что и было сделано.
При это никакого официального приказа о награждении не было предусмотрено. В 1824 году канцелярия ордена Почетного легиона было учреждён диплом, который должен быть выдан всем награждённым.

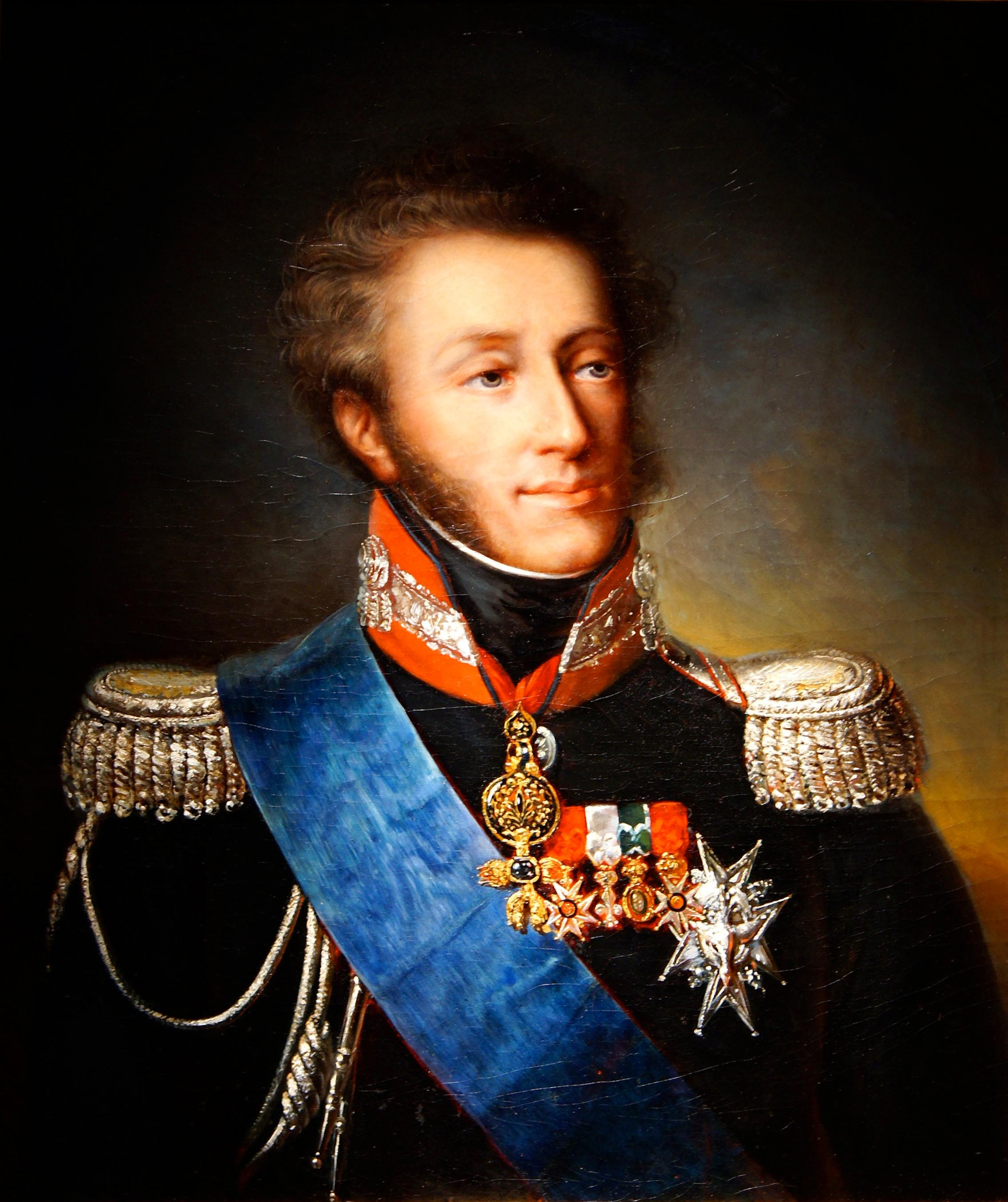
Портрет Людовика, герцога Ангулемского, с знаком Бордо (третий по счёту)

## Описание награды

### Лента
С 5 июня 1814 по 6 сентября 1814 года лента была белой, шириной 6 см с зелёными полосами с вышитым гербом Франции для ношения на левой руке только поверх военной формы.
С 6 сентября 1814 года лента стала зелёной с двумя параллельными белыми полосами, отделенными от края другой, меньшей, чем центральная, зелёной полосой. Появилась возможность носись только ленту на гражданском костюме.
Иногда лента сопровождается другой, красного цвета, висевшей вместе со знаками отличия этого украшения, как знак его статуса рыцаря Ордена Святого Людовика. 

### Знак
С 6 сентября 1814 года на аверсе изображён белый овальный медальон с двумя противоположными перекрещенными буквами L из золота, окружённые зелёной подвязкой и надписью на ней золотыми буквами «BORDEAUX 12 MARS 1814», и исходящими вокруг золотыми лучами. На реверсе то же самое.
К ленте она крепится рельефным изображением французской королевской короны.